# 守山町 (福島県)
守山町（もりやままち）は福島県田村郡にかつて存在した町である。現在の郡山市田村町地区の一部。

## 地理
- 現在の郡山市の南部に位置する。
- 町は阿武隈川の東岸に位置する。

## 歴史

### 町域の変遷
- 1889年（明治22年）4月1日 - 町村制施行により、守山村・山中村・大供村・岩作村・大善寺村・御代田村・正直村・徳定村・金沢村・細田村が合併し田村郡守山村が発足。
- 1908年（明治41年）3月13日 - 守山村は町制施行し守山町になる。
- 1955年（昭和30年）1月1日 - 守山町は谷田川村と高瀬村の一部（上行合・金屋・小川・手代木と下行合の一部）とともに合併し田村町が発足。守山町は消滅。

変遷表
| 1868年 以前 | 1868年 以前 | 明治22年 4月1日 | 明治41年 1月1日 | 昭和30年 1月1日 | 昭和40年 5月1日 | 現在   |
| ----------- | ----------- | --------------- | --------------- | --------------- | --------------- | ------ |
|             | 守山村      | 守山村          | 町制            | 田村町          | 郡山市          | 郡山市 |
|             | 山中村      | 守山村          | 町制            | 田村町          | 郡山市          | 郡山市 |
|             | 大供村      | 守山村          | 町制            | 田村町          | 郡山市          | 郡山市 |
|             | 岩作村      | 守山村          | 町制            | 田村町          | 郡山市          | 郡山市 |
|             | 大善寺村    | 守山村          | 町制            | 田村町          | 郡山市          | 郡山市 |
|             | 御代田村    | 守山村          | 町制            | 田村町          | 郡山市          | 郡山市 |
|             | 正直村      | 守山村          | 町制            | 田村町          | 郡山市          | 郡山市 |
|             | 徳定村      | 守山村          | 町制            | 田村町          | 郡山市          | 郡山市 |
|             | 金沢村      | 守山村          | 町制            | 田村町          | 郡山市          | 郡山市 |
|             | 細田村      | 守山村          | 町制            | 田村町          | 郡山市          | 郡山市 |

## 大字
- 守山（もりやま）
- 山中（さんちゅう）
- 大供（おおとも）
- 岩作（がんざく）
- 大善寺（だいぜんじ）
- 御代田（みよた）
- 正直（しょうじき）
- 徳定（とくさた）
- 金沢（かねざわ）
- 細田（ほそた）

## 人口・世帯

### 人口
総数 [単位： 人]
| 1889年（明治22年） | 3,733 |
| 1920年（大正 9年） | 5,028 |
| 1947年（昭和22年） | 7,491 |

### 世帯
総数 [単位： 世帯]
| 1920年（大正 9年） | 920   |
| 1947年（昭和22年） | 1,265 |

## 交通（廃止直前）

### 鉄道
- 日本国有鉄道（ → 東日本旅客鉄道）
  - ■水郡線
    - 磐城守山駅

### 道路
- 二級国道
  - 国道115号（ → 国道49号）